# 勞倫斯鎮區 (新澤西州默瑟縣)
勞倫斯鎮區（英語：Lawrence Township）是位於美國新澤西州默瑟縣的一個鎮區。

## 地方資料
勞倫斯鎮區的面積為56.94平方千米，當中陸地面積為56.27平方千米，而水域面積為0.67平方千米。根據2020年美國人口普查的數據，當地共有人口33077人，而人口密度為每平方千米580.91人。